# Happy Scouts
Happy Scouts és l'últim curtmetratge de la sèrie «Oswald el conill afortunat», produït per l'estudi Robert Winkler Productions i estrenada el 20 de juny de 1938.

## Argument
Oswald i els seus escoltes (els membres d'Oswald's Scouts Duck Troop 13) se'n van de càmping. Blackie Duck perd la seva capa i cau. És atacat per un castor i a continuació, per un cocodril. Els altres escoltes es fiquen en la baralla del cocodril i de Blackie. Nedant per salvar la seva vida, Blackie és salvat en l'últim minut per Oswald. Oswald prova doncs que per ser un bon escolta, cal sempre estar a punt.